# Petersburg (Nebraska)
Petersburg je selo u američkoj saveznoj državi Nebraska. Prema popisu stanovništva iz 2010. u njemu je živjelo 333 stanovnika.